# Campionati del mondo di mountain bike - Downhill maschile Elite
Il downhill maschile Elite è una delle prove inserite nel programma dei campionati del mondo di mountain bike. Si tiene sin dalla prima edizione dei campionati, nel 1990.

## Albo d'oro
Aggiornato all'edizione 2022.
| Anno | Vincitore        | Secondo           | Terzo               |
| ---- | ---------------- | ----------------- | ------------------- |
| 1990 | Greg Herbold     | Mike Kloser       | Paul Thomasberg     |
| 1991 | Albert Iten      | John Tomac        | Glen Adams          |
| 1992 | Dave Cullinan    | Jimmy Deaton      | Christian Taillefer |
| 1993 | Mike King        | Paolo Caramellino | Myles Rockwell      |
| 1994 | François Gachet  | Tommy Johansson   | Corrado Hérin       |
| 1995 | Nicolas Vouilloz | François Gachet   | Mike King           |
| 1996 | Nicolas Vouilloz | Shaun Palmer      | Bas de Bever        |
| 1997 | Nicolas Vouilloz | John Tomac        | Cédric Gracia       |
| 1998 | Nicolas Vouilloz | Gerwin Peters     | Mickael Pascal      |
| 1999 | Nicolas Vouilloz | Mickael Pascal    | Eric Carter         |
| 2000 | Myles Rockwell   | Steve Peat        | Mickael Pascal      |
| 2001 | Nicolas Vouilloz | Steve Peat        | Greg Minnaar        |
| 2002 | Nicolas Vouilloz | Steve Peat        | Chris Kovarik       |
| 2003 | Greg Minnaar     | Mickael Pascal    | Fabien Barel        |
| 2004 | Fabien Barel     | Greg Minnaar      | Sam Hill            |
| 2005 | Fabien Barel     | Sam Hill          | Greg Minnaar        |
| 2006 | Sam Hill         | Greg Minnaar      | Nathan Rennie       |
| 2007 | Sam Hill         | Fabien Barel      | Gee Atherton        |
| 2008 | Gee Atherton     | Steve Peat        | Sam Hill            |
| 2009 | Steve Peat       | Greg Minnaar      | Michael Hannah      |
| 2010 | Sam Hill         | Steve Smith       | Greg Minnaar        |
| 2011 | Danny Hart       | Damien Spagnolo   | Samuel Blenkinsop   |
| 2012 | Greg Minnaar     | Gee Atherton      | Steve Smith         |
| 2013 | Greg Minnaar     | Michael Hannah    | Jared Graves        |
| 2014 | Gee Atherton     | Josh Bryceland    | Troy Brosnan        |
| 2015 | Loïc Bruni       | Greg Minnaar      | Josh Bryceland      |
| 2016 | Danny Hart       | Laurie Greenland  | Florent Payet       |
| 2017 | Loïc Bruni       | Michael Hannah    | Aaron Gwin          |
| 2018 | Loïc Bruni       | Martin Maes       | Danny Hart          |
| 2019 | Loïc Bruni       | Troy Brosnan      | Amaury Pierron      |
| 2020 | Reece Wilson     | David Trummer     | Rémy Thirion        |
| 2021 | Greg Minnaar     | Benoît Coulanges  | Troy Brosnan        |
| 2022 | Loïc Bruni       | Amaury Pierron    | Loris Vergier       |
| 2023 | Charli Hatton    | Andreas Kolb      | Laurie Greenland    |

## Medagliere
Aggiornato all'edizione 2022.
| Pos.   | Nazione       | Oro | Argento | Bronzo | Totale |
| ------ | ------------- | --- | ------- | ------ | ------ |
| 1      | Francia       | 15  | 7       | 9      | 31     |
| 2      | Gran Bretagna | 6   | 7       | 3      | 16     |
| 3      | Stati Uniti   | 4   | 5       | 6      | 15     |
| 4      | Sudafrica     | 4   | 4       | 3      | 11     |
| 5      | Australia     | 3   | 4       | 8      | 15     |
| 6      | Svizzera      | 1   | 0       | 0      | 1      |
| 7      | Italia        | 0   | 1       | 1      | 2      |
| 8      | Canada        | 0   | 1       | 1      | 2      |
| 8      | Paesi Bassi   | 0   | 1       | 1      | 2      |
| 10     | Austria       | 0   | 1       | 0      | 1      |
| 10     | Belgio        | 0   | 1       | 0      | 1      |
| 10     | Svezia        | 0   | 1       | 0      | 1      |
| 13     | Nuova Zelanda | 0   | 0       | 1      | 1      |
| Totale | Totale        | 33  | 33      | 33     | 99     |

| Pos. | Atleta           | Oro | Argento | Bronzo | Totale |
| ---- | ---------------- | --- | ------- | ------ | ------ |
| 1    | Nicolas Vouilloz | 7   | 0       | 0      | 7      |
| 2    | Loïc Bruni       | 5   | 0       | 0      | 5      |
| 3    | Greg Minnaar     | 4   | 4       | 3      | 11     |
| 4    | Sam Hill         | 3   | 1       | 2      | 6      |
| 5    | Fabien Barel     | 2   | 1       | 1      | 4      |
| 6    | Gee Atherton     | 2   | 1       | 1      | 4      |
| 7    | Danny Hart       | 2   | 0       | 1      | 3      |
| 8    | Steve Peat       | 1   | 4       | 0      | 5      |
| 9    | François Gachet  | 1   | 1       | 0      | 2      |
| 10   | Mike King        | 1   | 0       | 1      | 2      |
| 10   | Myles Rockwell   | 1   | 0       | 1      | 2      |